# Autofiction
| Совокупная оценка | Совокупная оценка |
| Источник          | Оценка            |
| ----------------- | ----------------- |
| Metacritic        | 84/100            |
| Оценки критиков   |                   |
| Источник          | Оценка            |
| Clash             | 8/10              |
| The Guardian      | [ 3 ]             |
| Mojo              | [ 4 ]             |
| NME               | [ 5 ]             |
| Record Collector  | [ 6 ]             |
| Uncut             | [ 1 ]             |

Autofiction — девятый студийный альбом группы Suede, издан 16 сентября 2022 года. Это первый студийный альбом группы за 3 года (после The Blue Hour 2018 года). Альбом был создан как стилистическое отличие от их предыдущей работы по воссоединению, которая приобрела более оркестровый и кинематографический характер.

## Об альбоме
Бретт Андерсон заявил: «Каждая запись в какой-то степени является реакцией на предыдущую запись. Вы не хотите просто продолжать двигаться в том же направлении. Я хотел вернуться и записать что-то более сырое, более злобное, более мерзкое. Autofiction — это наша панк-пластинка, и мы чертовски гордимся ею».

## Отзывы
Альбом получил положительные отзывы музыкальной критики и интернет-изданий. Он получил 84 из 100 баллов на интернет-агрегаторе Metacritic.
Обозреватель журнала Clash считает, что Autofiction одновременно ориентирован на будущее и ностальгию и далее пишет про альбом: «Он отдаёт дань уважения бездушной наивности молодой группы, которой они когда-то были, в своей трэшевой форме и мрачных чувствах, но со звуковой зрелостью и глубоким лиризмом группы, которая заплатила свои взносы». И заключает, что Suede не потеряли свои корни — они просто восстановили их для новой эры. Фил Монгредиен из газеты The Guardian увидел в новом альбоме «обновленное чувство срочности — и наслаждения — он пульсирует в этом ударном, страстном возвращении» и далее пишет: «Стихи пронзительны, припевы велики, а вокал Бретта Андерсона особенно силён». И делает вывод, что «в 45-минутном альбоме Autofiction нет ни одной ошибки. И это Триумф поздней карьеры».

## Список композиций
| №                   | Название                       | Автор(ы)                   | Длительность |
| ------------------- | ------------------------------ | -------------------------- | ------------ |
| 1.                  | «She Still Leads Me On»        | Бретт Андерсон Ричард Оукс | 4:09         |
| 2.                  | «Personality Disorder»         | Андерсон Оукс Нил Кодлинг  | 4:00         |
| 3.                  | «15 Again»                     | Андерсон Оукс Кодлинг      | 3:25         |
| 4.                  | «The Only Way I Can Love You»  | Андерсон Оукс Кодлинг      | 4:08         |
| 5.                  | «That Boy on the Stage»        | Андерсон Оукс Кодлинг      | 2:36         |
| 6.                  | «Drive Myself Home»            | Андерсон Оукс              | 4:30         |
| 7.                  | «Black Ice»                    | Андерсон Оукс              | 2:45         |
| 8.                  | «Shadow Self»                  | Андерсон Оукс              | 3:34         |
| 9.                  | «It's Always the Quiet Ones»   | Андерсон Оукс Кодлинг      | 4:12         |
| 10.                 | «What Am I Without You?»       | Андерсон Оукс              | 6:18         |
| 11.                 | «Turn Off Your Brain and Yell» | Андерсон Оукс              | 5:54         |
| Общая длительность: | Общая длительность:            | Общая длительность:        | 45:30        |

| №   | Название                                | Автор(ы)              | Длительность |
| --- | --------------------------------------- | --------------------- | ------------ |
| 12. | «Still Waiting»                         | Андерсон Оукс Кодлинг | 2:50         |
| 13. | «The Sadness in You, the Sadness in Me» | Андерсон Оукс Кодлинг | 4:28         |
| 14. | «Days Like Dead Moths»                  | Андерсон Оукс Кодлинг | 3:42         |
| 15. | «The Prey»                              | Андерсон Оукс         | 3:34         |

| №   | Название            | Автор(ы)              | Длительность |
| --- | ------------------- | --------------------- | ------------ |
| 12. | «You Don't Know Me» | Андерсон Оукс Кодлинг | 3:33         |

## Чарты
| Чарт (2022)                                  | Высшая позиция |
| -------------------------------------------- | -------------- |
| Австрия (Ö3 Austria)                         | 34             |
| Бельгия/Фландрия (Ultratop)                  | 15             |
| Бельгия/Валлония (Ultratop)                  | 15             |
| Дания (Hitlisten)                            | 15             |
| Нидерланды (Album Top 100)                   | 11             |
| Финляндия (Suomen virallinen lista)          | 23             |
| Франция (SNEP)                               | 108            |
| Германия (Offizielle Top 100)                | 20             |
| Ирландия (Irish Albums Chart)                | 26             |
| Италия (Classifica album)                    | 88             |
| Португалия (AFP)                             | 29             |
| Шотландия (Scottish Albums Chart)            | 3              |
| Швеция (Sverigetopplistan)                   | 41             |
| Швейцария (Schweizer Hitparade)              | 49             |
| Великобритания (UK Albums Chart)             | 2              |
| Великобритания (UK Independent Albums Chart) | 1              |